# Joint Direct Attack Munition

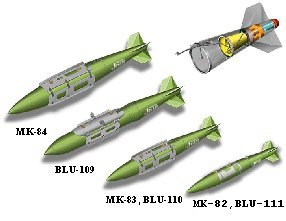
Freifallbomben mit JDAM-Nachrüstsatz

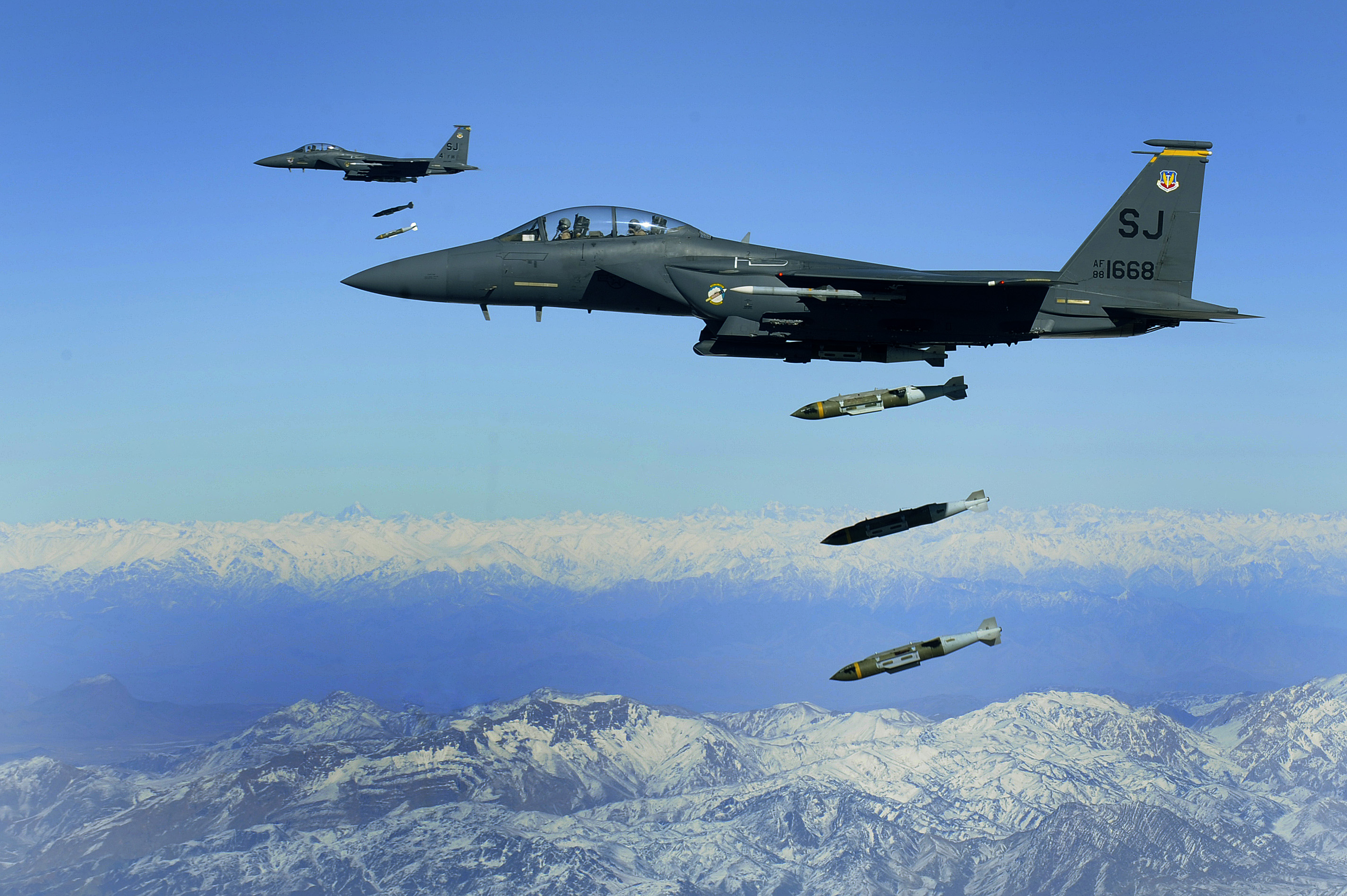
Zwei F-15E „Strike Eagle“ werfen JDAM ab, Afghanistan 2009

Joint Direct Attack Munition (deutsch etwa gemeinsame Munition für direkten Angriff), kurz JDAM, ist ein Nachrüstsatz für diverse ungelenkte Bomben der Streitkräfte der Vereinigten Staaten und anderer Nationen. Die so aufgerüsteten nun präzisionsgelenkten Bomben werden ebenfalls als JDAM bezeichnet. Die Lenkung erfolgt für gewöhnlich durch ein kombiniertes INS/GNSS-System, wobei auch Rüstsätze mit Laserzielsystem verfügbar sind. JDAMs wurden seit dem Kosovokrieg im Jahre 1999 in sehr großer Zahl (weit über 10.000-mal) eingesetzt und sind eines der wichtigsten Luft-Boden-Waffensysteme der westlichen Welt. Der Preis eines Nachrüstsatzes für die mit Abstand am häufigsten verwendeten Bombenkörper der Mk-80-Serie beträgt aktuell (Stand: 2011) etwa 30.000 US-Dollar. Bis zum Jahr 2022 wurden über 430.000 JDAM-Rüstsätze produziert.

## Entwicklung

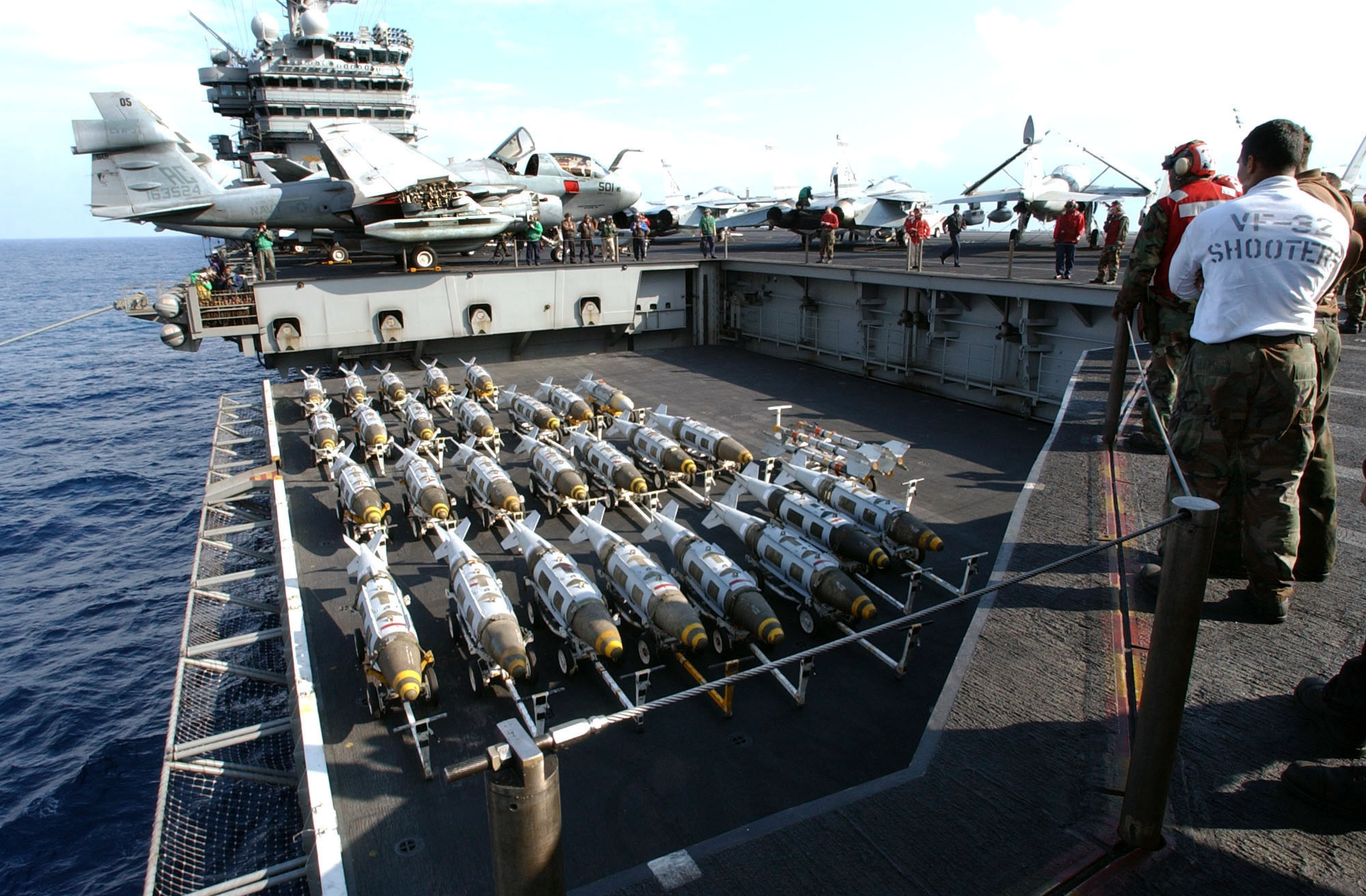
GBU-31-Bomben werden zum Flugdeck der Harry S. Truman transportiert

Im Zweiten Golfkrieg (1991) erwiesen sich die verfügbaren Luft-Boden-Waffen als zu wenig treffsicher bei schlechter Sicht und aus mittleren und großen Höhen. Darauf begann die USA 1992 auf gemeinsame Initiative der Teilstreitkräfte Air Force und Navy -- daher die Bezeichnung joint im Namen -- mit der Entwicklung von präzisionsgelenkten Bomben. Mithilfe eines ab 1995 von McDonnell Douglas (seit 1997 Boeing) entworfenen Nachrüstsatzes können konventionelle ungelenkte („dumme“) Freifallbomben in gelenkte („smarte“) Bomben verwandelt werden. Ursprünglich war die Anschaffung von 87.000 Einheiten geplant, die von allen Kampfflugzeugen und Bombern der US-Luftwaffe sowie der US-Marine aus eingesetzt werden sollten. Während der Testphase von 1998 bis 1999 wurden mehr als 450 JDAMs verwendet. Erstmals zum Kampfeinsatz kam JDAM am 24. März 1999 im Kosovokrieg, als zwei B-2-Bomber je 16 derartige Bomben auf serbische Ziele abwarfen.

## Technik
Die JDAM-Erweiterung besteht aus einem mit Steuerflächen ausgestatteten Navigationsmodul, das am Heck einer ungelenkten Bombe montiert wird. Nach dem Ausklinken wird die Bombe mittels Inertialnavigation und GNSS ins Ziel gesteuert. Aus großer Höhe abgeworfen, beträgt die Reichweite etwa 28 Kilometer. Für die Genauigkeit gibt die Luftwaffe einen Streukreisradius (CEP) von 13 Metern an, wenn GPS genutzt wird. Sollte die JDAM durch einen GPS-Jammer gestört werden, kann durch Trägheitsnavigation immer noch ein CEP von 30 Metern erreicht werden, sofern das Trägerflugzeug die Bombe vor dem Abwurf mit präzisen Standortdaten versorgt hat und die Flugzeit zum Ziel unter 100 Sekunden liegt. Ein Nachrüstsatz kostete 2005 durchschnittlich rund 22.000 US-Dollar.

## Varianten

### Gewichtsklasse 2.000Pfund / 907kg
- GBU-31(V)1/B: Gefechtskopf Mk 84[5]
- GBU-31(V)2/B: Gefechtskopf Mk 84
- GBU-31(V)3/B: Gefechtskopf BLU-109
- GBU-31(V)4/B: Gefechtskopf BLU-109
- GBU-31(V)5/B: Gefechtskopf BLU-119
- GBU-31(V)11 Gefechtskopf BLU-136[6]

### Gewichtsklasse 1.000Pfund / 454kg
- GBU-32(V)1/B: Gefechtskopf Mk 83[5]
- GBU-32(V)2/B: Gefechtskopf Mk 83
- GBU-35(V)1/B: Gefechtskopf BLU-110

### Gewichtsklasse 500Pfund / 227kg
- GBU-38(V)1/B: Gefechtskopf Mk 82 oder BLU-111[5]
- GBU-38(V)2/B: Gefechtskopf Mk 82 oder BLU-111
- GBU-38(V)3/B: Gefechtskopf Mk 82 oder BLU-126
- GBU-38(V)4/B: Gefechtskopf Mk 82 oder BLU-126
- GBU-38(V)5/B: Gefechtskopf Mk 82 oder BLU-129

### Sonstige Versionen
- GBU-29: 2.000 Pfund / 907 kg, von Martin Marietta, nicht produziert
- GBU-30: 1.000 Pfund / 454 kg, Martin-Marietta, nicht produziert
- GBU-34: Gefechtskopf BLU-116 (2.000 Pfund / 907 kg), Lockheed Martin, nicht produziert
- GBU-36: 1.000 Pfund / 454 kg, „GAM – GPS-Aided Munition“ von Northrop Grumman, Vorläufer der JDAM
- GBU-37: Gefechtskopf BLU-113 (4.500 Pfund / 2.041 kg), „GAM – GPS-Aided Munition“ von Northrop Grumman, Vorläufer der JDAM
- GBU-72: Gefechtskopf BLU-138 (5.000 Pfund / 2.268 kg), erstmals im Oktober 2021 getestet

### Lasergelenkte Varianten (LJDAM)

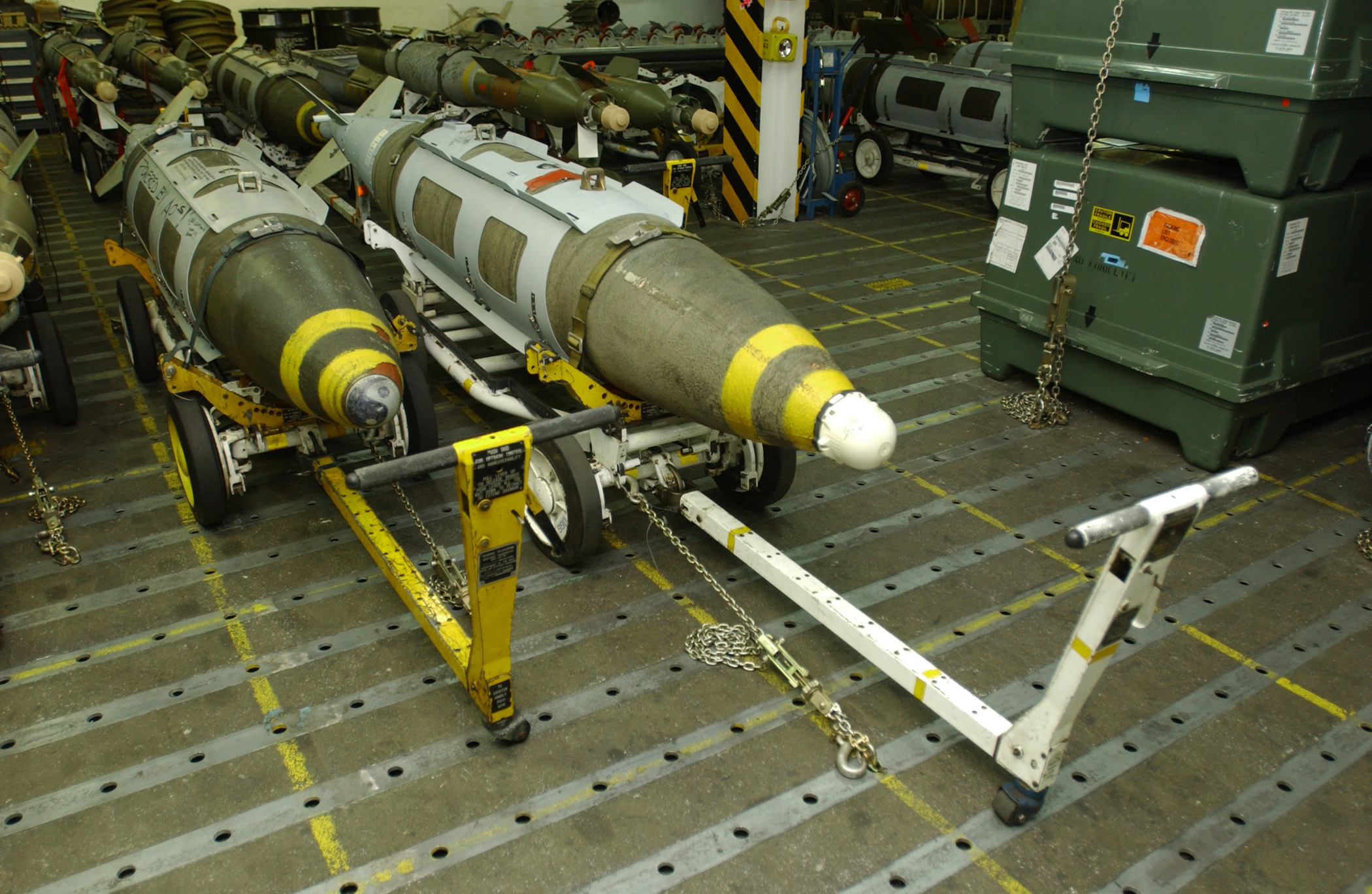
Eine konventionelle JDAM (links) und eine LJDAM (rechts, mit Schutzkappe für die Laseroptik)

Boeing entwickelte mit der Laser Joint Direct Attack Munition (LJDAM, GBU-5x) eine Variante mit Lasersensor. Sie kann zusätzlich gegen bewegliche Ziele eingesetzt werden, allerdings nur bei ausreichend guter Sicht. Bei Bedarf wird das Sensormodul noch kurz vor dem Einsatz an der Spitze der Bombe montiert. Am 30. Juni 2006 testete eine F-16 der US-Luftwaffe erfolgreich eine 500 Pfund (227 Kilogramm gesamt, 87 Kilogramm Gefechtskopf) schwere LJDAM gegen einen fahrenden gepanzerten Transporter. Boeing erhielt am 18. Mai 2007 einen ersten Vertrag zur Lieferung von 600 Lasersensormodulen für 28,8 Millionen Dollar. Folgende Versionen der LJDAM werden produziert:
- GBU-52: GBU-31 (2000 Pfund / 907 kg)
- GBU-54: GBU-38 (500 Pfund / 227 kg)

### JDAM Extended Range (JDAM-ER)

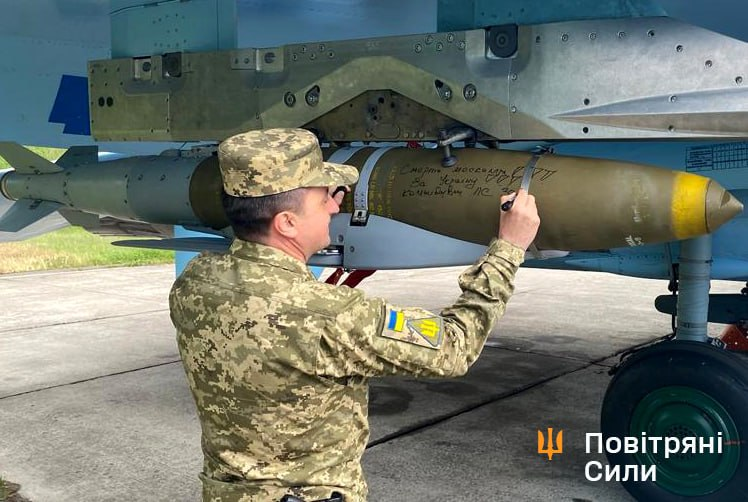
JDAM-ER (Extended Range) an einer ukrainischen Su-27

Die JDAM Extended Range wurde zwischen 2005 und 2015 von Boeing und der Defence Science and Technology Group (DSTO) in Australien sowie der Times Aerospace Korea (TAK) aus Südkorea entwickelt. Dabei handelt es sich um einen Rüstsatz mit Tragflächen, welcher oben auf der JDAM-Bombe montiert wird. Nach dem Abwurf entfalten sich diese Tragflächen was die JDAM-ER zu einer Gleitbombe macht. In Abhängigkeit zur Abwurfhöhe und der Geschwindigkeit kann JDAM-ER eine Distanz von bis zu 80 km im Gleitflug zurücklegen. JDAM-ER verwendet als Basis eine GBU-38 mit einer Mark 82 (227 kg) Bombe oder eine GBU-31 mit einer Mark 84 (907 kg) Bombe. Optional kann die JDAM-ER zusätzlich mit einem Weapon Data Link ausgerüstet werden.
Die JDAM-ER wurde 2016 bei der Royal Australian Air Force und später bei der Südkoreanischen Luftwaffe eingeführt. Der Preis für eine JDAM-ER beträgt rund 10.000 US-Dollar. Für die Streitkräfte der Vereinigten Staaten wurden die Ausführungen GBU-62 und GBU-64 entwickelt. Anstelle einer Fliegerbombe verwenden diese Ausführungen eine Mark 62 bzw. eine Mark 64 Quickstrike-Seemine. Der erste Kriegseinsatz der JDAM-ER erfolgte im August 2023 im Russisch-Ukrainischen Krieg. Dabei wurden JDAM-ER von einer Su-27 „Flanker“ der Ukrainischen Luftstreitkräfte abgeworfen.

### Powered Joint Direct Attack Munition (PJDAM)
Die PJDAM wird zusammen von Boeing und Kratos, als kostengünstige Alternative zu Marschflugkörpern entwickelt. Bei dieser Ausführung handelt es sich um eine JDAM-Weiterentwicklung mit einem Weapon Data Link, Tragflächen sowie einem TDI J85-Turbojet-Triebwerk. Als Nutzlast wird eine Mark 82 (227 kg) Bombe verwendet. Angestrebt ist eine Reichweite von rund 555 km. Die PJDAM soll ab 2028 verfügbar sein.

## Plattformen

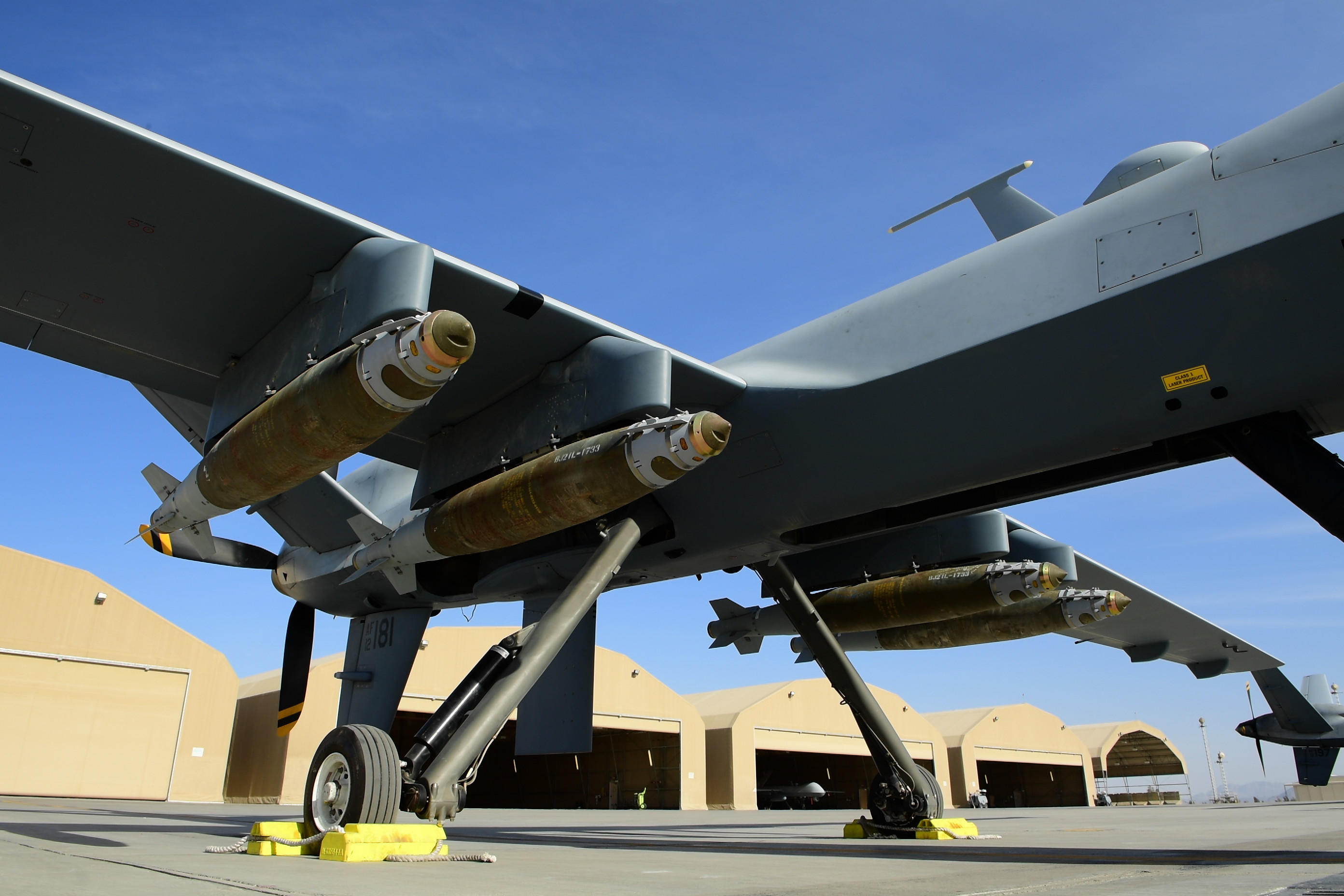
GBU-38 an Außenlaststationen einer MQ-9 Reaper

Sie können von folgenden Plattformen verwendet werden:
- A-10C Thunderbolt II
- B-1B
- B-2A Spirit
- B-52H Stratofortress
- F-15E Strike Eagle
- F-22 Raptor
- F-16C/D Fighting Falcon
- F-16 mit einer GBU-31 und einem Litening-Zielbeleuchtungsbehälter (blau)AV-8B Plus Harrier II

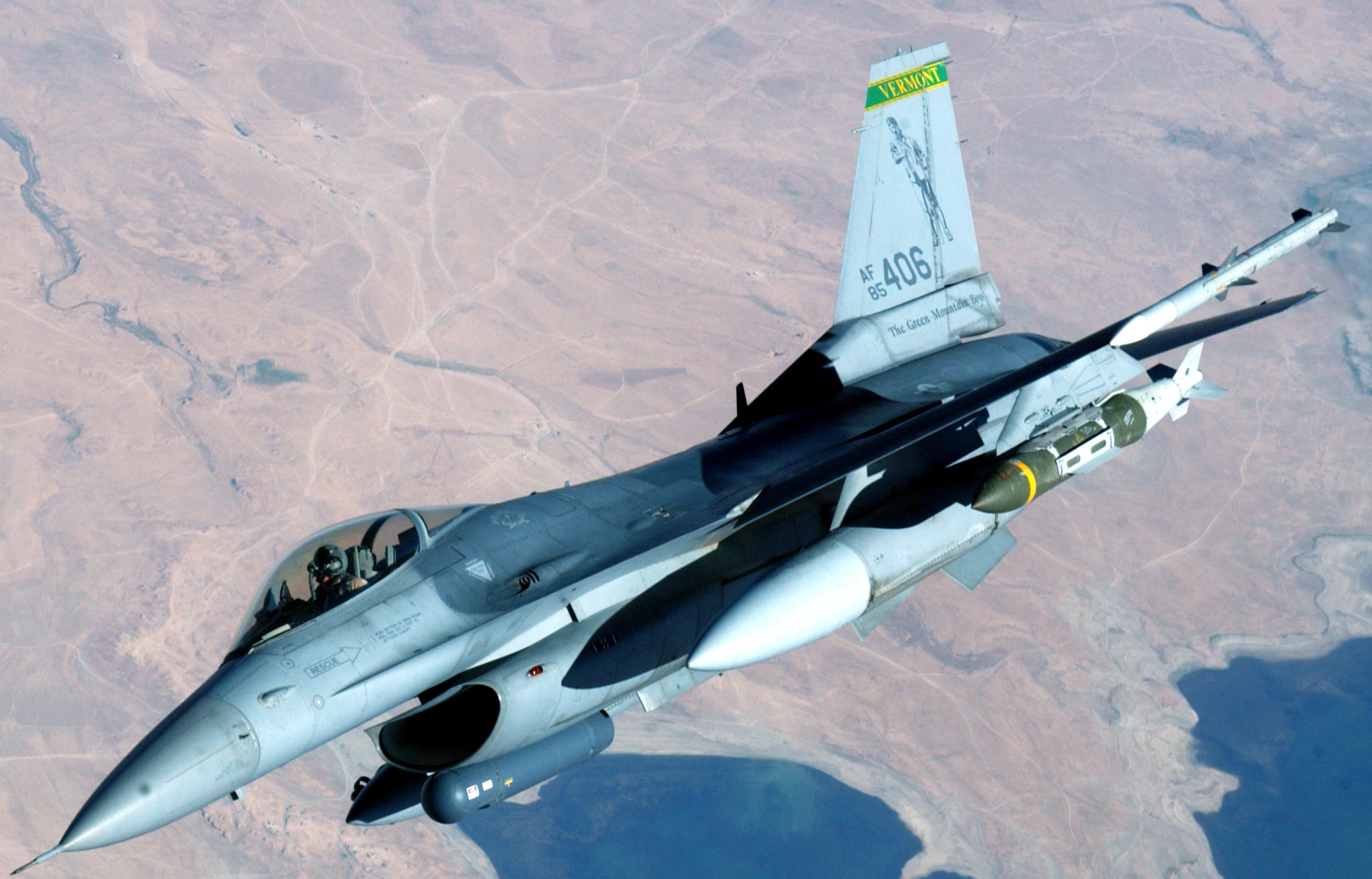
F-16 mit einer GBU-31 und einem Litening-Zielbeleuchtungsbehälter (blau)

- F/A-18C/D Hornet und F/A-18E/F Super Hornet der US-Marine und Marine Corps
- MQ-9
- Mirage 2000D
- philippinische OV-10D Bronco
- A-4 Skyhawk
- AMX
- deutscher Panavia Tornado[16]
- Mitsubishi F-2A/B
- KAI TA/FA-50 Golden Eagle
- F-35 Lightning II.

## Einsatz

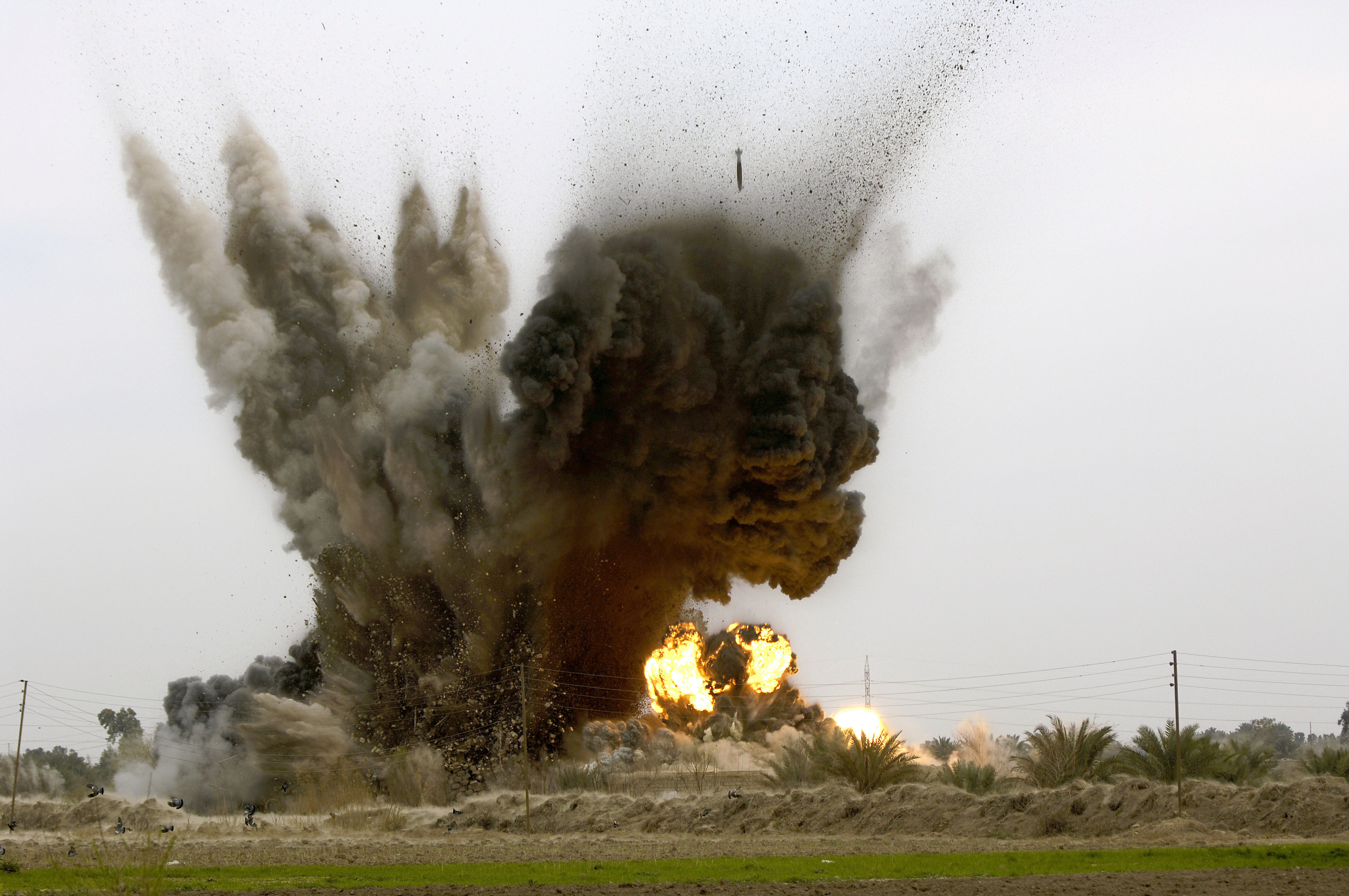
Ein Gebäude im Irak wird mit sechs GBU-38 bombardiert, eine der Bomben ist noch im Endanflug zu sehen

Von 1999 bis Anfang 2006 sind über 15.000 JDAMs abgeworfen worden. Das geplante Produktionsziel liegt bei 217.746 JDAM-Bomben bis 2011, davon 149.237 für die Luftwaffe und 68.509 für die Marine der USA. Darüber hinaus hat Boeing 18 weitere internationale Kunden für diesen Bombentyp; den Anfang machte im Jahr 2000 Israel, gefolgt unter anderem von Australien, Deutschland, Großbritannien und Norwegen.
Die deutsche Luftwaffe bestellte im Jahr 2008 LJDAM-Rüstsätze, welche neben der GPS-Navigation auch per Laser ins Ziel gesteuert werden können. Die Erprobung durch die WTD 61 am Tornado wurde Ende 2009 erfolgreich abgeschlossen.
Im April 2023 bestätigte die Ukraine und die russische Staatsagentur RIA Novosti zum russischen Überfall auf die Ukraine den Einsatz von Bomben mit JDAM-Rüstsätzen aus den USA.